# یزدل
یزدل روستایی در دهستان سفیددشت بخش مرکزی شهرستان آران و بیدگل استان اصفهان ایران است.

## قدمت تاریخی
این روستا دارای قدمتی دیرینه است. یزدل باقی مانده شهر باستانی درام (درم) است که در کتب تاریخی معتبری همچون مجمل التواریخ و القصص، تاریخ کاشان، از اهمیت این شهر سخن گفته شده‌است.

## مردم
شغل اصلی مردم روستای یزدل کشاورزی و دامپروری بوده و کشاورزان و دامداران با محصولات خود و فروش آن هزینه مصرف خانواده را تأمین می‌نمایند البته در گذشته ی نه چندان دور مردم روستا به ویژه زنان و دختران برای گذران زندگی به شغل قالیبافی مشغول بوده اند که امروزه تا حد زیادی منسوخ شده است .

### جمعیت
بر پایه سرشماری عمومی نفوس و مسکن در سال ۱۳۹۵ جمعیت این روستا ۲٬۳۹۱ نفر (۷۷۶خانوار) بوده‌است.

## موقعیت جغرافیایی
یزدل یکی از مناطق معتبر و قدیمی منطقه می‌باشد که در ضلع شمال غربی و غرب شهرستان‌های کاشان و آران و بیدگل قرار گرفته‌است. در مورد وجه تسمیه آن آرا و نظرات متفاوتی بیان شده که مهم‌ترین آن‌ها عبارتند از «یزدگرد» شهری که توسط یزدگرد ساسا نی بنا گردید و «ایزددل» منسوب به ایزدپرستان، مردمانی که ایزد پاک را ستایش و پرستش می‌کرده‌اند. یزدل باقی‌مانده شهرباستانی «درام» می‌باشد که قدمت آن به پیش از اسلام بازمی‌گردد، شهری که در قدیم الدهر آن را استان «درام» می‌گفتند و از عظمت و شکوه آن درکتاب‌های معتبر تاریخی چون محاسن الاصفهان مافروخی (قرن ۳ هجری) تاریخ قم (قرن ۴ هجری) و تاریخ کاشان (قرن ۱۲ هجری) سخن گفته شده‌است. در یزدل آثار تاریخی، مذهبی و طبیعی بسیاری وجود دارد که عبارتند از: سایت باستانی درام -که مجموعه گسترده‌ای از آثار ارزشمندی همچون: شهر و مزرعهٔ درم، گله درم(gelederam)، آسیاب فرعونی، سلخ فرعونی، گورفرعونی، بنای چهارطاقی، شاه فیروز، قلمبه دیزو(golombedizu) و غیره را در بر می‌گیرد-امام زاده بی بی زینب (س)، دروازه یزدل و قلعه حاج حسینی، دره قلا(darreqela) خانه‌های تاریخی- حسینی، تقوایی، دهقان، حیدریان، امینی آب انبارها و غیره؛ و خانه هشت شریف که خانه ای بود که هشت خانوار ساکن آن بوده‌اند.
یزدل با مختصات جغرافیایی '۵۱ ۲۲طول شرقی و۳۳۰۶ عرض شمالی در ۱۵ کیلومتری شمال غربی کاشان و هفت کیلومتری شرق جاده ارتباطی کاشان -قم قرار دارد. از نظر تقسیمات کشوری جزء شهرستان آران و بیدگل محسوب می‌شود اما بیشترارتباط آن از طریق دوراه آسفالت، با شهرستان کاشان است. یزدل دشتی صاف وهموار استو با ۸۹۵ متر ارتفاع از سطح دریا، ازجنوب به طاهرآباد و خزاق، از شمال به سفید شهر (نصرآباد)، از شرق به محمد آبادوعلی آباد و از غرب به دشت درم وجادهٔ قدیم کاشان -قم محدود می‌شود.